# DumDum Boys
Dum Dum Boys es un grupo noruego de rock and roll originario de la localidad de Trondheim.

## Biografía
El grupo comienza a finales de los años 1970 como grupo de música punk bajo el nombre de "Wannskrækk" y sacó varios singles bajo ese nombre hasta reinventarse con nuevo nombre y sonido hacia 1985. Inspirados por "Lasse Myrvold" y "The Aller Værste!", produjeron su propia música con letra en noruego.
Su nombre, "DumDum Boys", proviene de una canción del álbum The Idiot de Iggy Pop.

## Discografía

### Álbumes
Estudio
| Año  | Nombre                  | Peak positions | Certification |
| Año  | Nombre                  | NOR            | Certification |
| ---- | ----------------------- | -------------- | ------------- |
| 1988 | Blodig Alvor (NaNaNaNa) | 14             |               |
| 1989 | Splitter pine           | 3              |               |
| 1990 | Pstereo                 | 1              |               |
| 1992 | Transit                 | 1              |               |
| 1994 | Ludium                  | 1              |               |
| 1996 | Sus                     | 1              |               |
| 1998 | Totem                   | 7              |               |
| 2006 | Gravitasjon             | 1              |               |
| 2009 | Tidsmaskin              | 1              |               |
| 2012 | Ti liv                  | 1              |               |

### Álbumes en directo
| Año  | Álbum     | Peak positions | Certification |
| Año  | Álbum     | NOR            | Certification |
| ---- | --------- | -------------- | ------------- |
| 1994 | 1001 Watt | 13             |               |

### Recopilatorios
| Año  | Álbum                                                               | Peak positions | Certification |
| Año  | Álbum                                                               | NOR            | Certification |
| ---- | ------------------------------------------------------------------- | -------------- | ------------- |
| 1992 | Riff - Wannskrækk 1980–85 (acreditado como Wannskrækk)              | –              |               |
| 2001 | Schlägers                                                           | 1              |               |
| 2014 | Riff - Wannskrækk 1980–85 (re-release) (acreditado como Wannskrækk) | 20             |               |

### EP
- 1986: Bapshuari

### DVD
- 2004: DumDum Boys i Dødens Dal (live, DVD) (#1 NO)